# 李永達

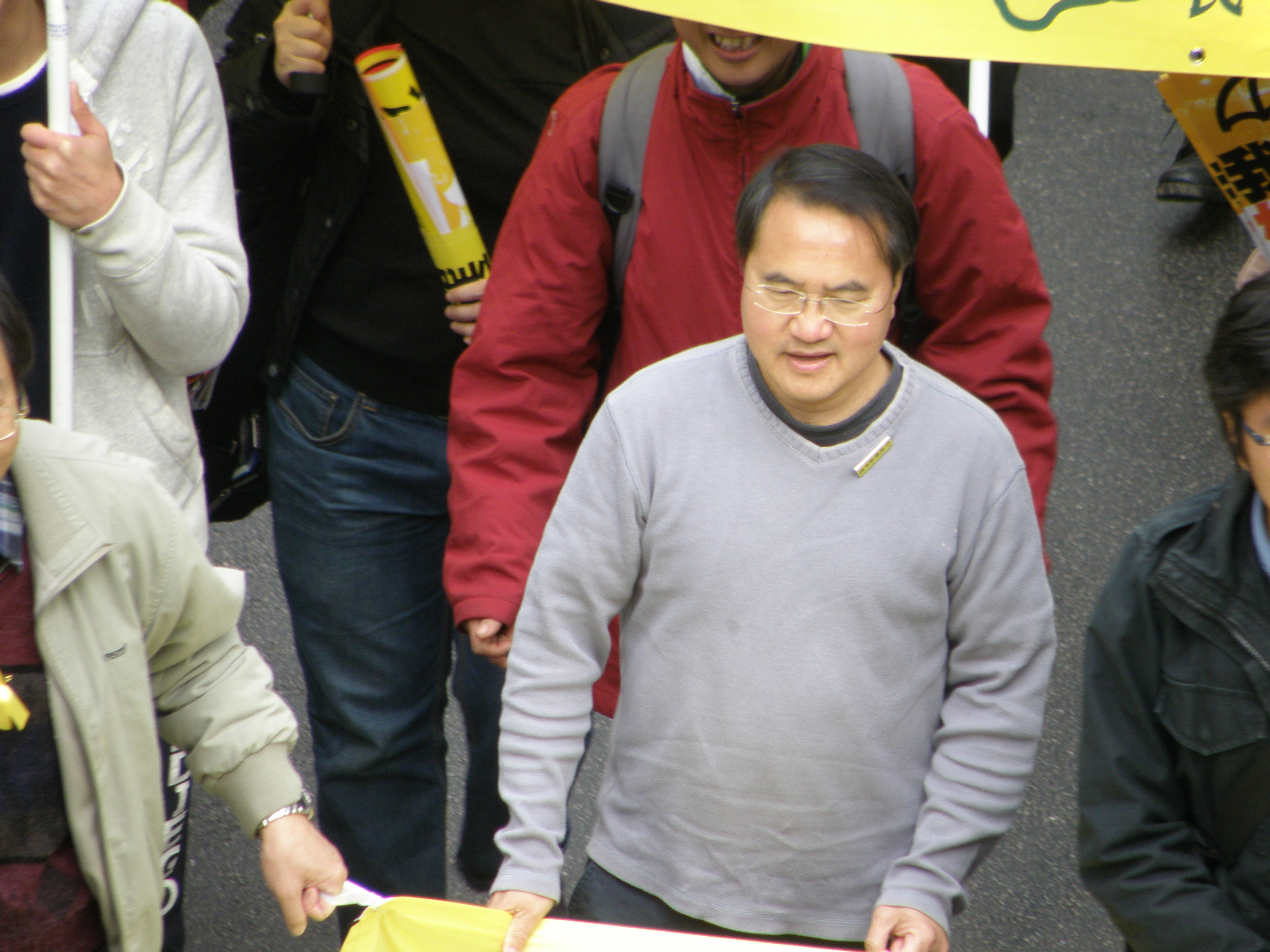
2015年出席民間人權陣線主辦的「不要假民主、我要真普選」遊行

李永達（英語：Lee Wing-tat，1955年12月25日—），暱稱「高達」，廣東惠陽人，出生成長於香港，現任土地監察主席，前香港立法會議員，曾任香港民主民生協進會副主席、香港民主同盟中常委、香港市民支援愛國民主運動聯合會（支聯會）常委、葵青區議會主席、葵青區議會議員、區域市政局議員（青衣北選區）、香港房屋委員會委員、民主黨主席及民主黨副主席和中常委。

## 背景
李永達早年於位於鴨脷洲大街的崇業學校就讀小學（於1969年畢業），後來升讀聖保羅書院（1969年至1976年），於1976年在該校完成中七預科課程後升讀香港大學，1979年擔任港大學生會外務副會長，並在港大取得理學士學位及教育文憑（1976年至1980年理學士，只以合格成績畢業、1982年教育文憑）。其後，他先在1980年至1981年任教於灣仔陳維周紀念中學，後在1981年至1987年轉往屯門大興邨佛教沈香林紀念中學任教，並與已故立法局議員吳明欽二人共任一職，及在該校認識現任妻子陳樹英。

## 政治生涯
1985年起，李永達首次擔任葵青區區議員（葵涌東選區），與梁耀忠、單仲偕等並稱葵青七子。
1986年，李永達與陳偉業、馮檢基等成立香港民主民生協進會並成為副主席（至1989年交棒至陳偉業）。
1987年英國外相賀維訪港，與當時港督衛奕信出席晚宴，賀維爵士在演講時表示1988年香港立法局選舉仍維持由選舉團和功能組別產生民選議員的安排，沒有直選，李永達大聲疾呼打斷賀維發言，拉著橫額指著賀維大罵：「Bullshit. Shame on You!」然後憤而離場抗議，此次事件使其知名度大增。1988年成功連任葵青區議員，並在民主派議員的支持下擔任葵青區議會主席，為當時最年輕的區議會主席（時年33歲）。
1991年香港立法局選舉，與李柱銘、司徒華、劉千石、張文光、何俊仁、文世昌、陳偉業、吳明欽、黃匡忠、劉江華等人因應參與直選創立香港民主同盟（民主黨前身），同時夥拍荃灣區議員陳偉業競選立法局新界南地區直接選舉，雙雙勝選而進入立法局，從此開始立法局議員生涯。
1994年港同盟與匯點合併成民主黨，逐漸成為該黨核心人物。直至2000年，因民主黨將他的名單（夥拍大窩口區議員黃炳權），以及何俊仁（陳樹英、蔣月蘭）名單、陳偉業（鄺國全）分拆，導致落選。
翌年擔任民主黨副主席。2003年底，因立法會議員，原葵青區議會華峰選區區議員單仲偕讓路，得而重返議會（選區因新增華荔邨、荔欣苑兩個屋邨／屋苑，改稱荔華選區）。2004年9月，夥拍陳偉業舊盟友陳琬琛（荃灣區議會梨木樹東區議員）以第二高票當選，重返立法會，同區對手有民主派議員陳偉業，職工盟李卓人、葉岳峰、查錫我及建制派政黨民建聯之譚耀宗、張學明及自由黨周梁淑怡、丁午壽等。在楊森放棄連任後，當選民主黨第三任黨主席。
2005年5月，李永達決定代表民主黨參與2005年香港行政長官選舉，但最終未能取得100個選舉委員會成員提名（只取得51票）而宣佈放棄參選。2006年12月17日，原民主黨副主席何俊仁接替他成為第四任民主黨黨主席，而李永達則獲選為副主席。
2007年香港區議會選舉中，民主黨失利而引咎辭去該黨選舉委員會主席一職。
2011年香港區議會選舉中，李永達尋求連任荔華選區議席，人民力量則派出陳志全參選與李硬碰。最終李永達得票1582票，陳志全得票333票，雙雙不敵得票1923票的民建聯朱麗玲，李永達未能成功連任。
2012年香港立法會選舉中，民主黨派出李永達與其妻子陳樹英分拆兩隊名單出選新界西。在選舉論壇中，民建聯陳恒鑌指其為「新界西李氏力場」。最後李永達被民建聯梁志祥以不足一千票之差奪去最後一席，李僅得第十位，因民主黨配票失敗，未能集中資源，與第十一位陳樹英雙雙落選。李永達落選後表示，輸是因為自己的地區工作做得不夠好。
李永達擔任立法會房屋事務委員會主席和房委會建築小組成員多年，被稱為香港房屋政策的「活字典」，2012年落選後李永達與測量師、規劃師等人合組智庫「土地監察」，設平台議政，並曾獲得香港中文大學社會科學院邀請任教公共政策碩士課程。他稱自己年紀漸大，不會再參選。
李永達被控於2014年9月27至28日期間，於中環金鐘不同地點“煽惑他人”或“煽惑他人煽惑”非法阻礙行車道。2019年4月9日，西九龍裁判法院裁定李永達在“煽惑他人犯公眾妨擾罪”罪名成立。4月24日，判監8個月，獲准緩刑兩年。
2021年6月20日，李永達再度出任民主黨副主席，以穩定黨內士氣。
2021年8月6日深夜，李永達離開香港往英國倫敦。其妻在機場送別，並無同行 。事前全無預兆，他亦並未辭任黨內職位。不少民主黨人均表示意外、驚訝 。事後，黨內齟齬及路線之爭進一步浮面，人事不和，分歧加劇，內鬨升溫 。

## 家庭
李永達1984年與黨友前屯門區議會兆康選區區議員兼前屯門區議會主席陳樹英。
1992年，傳媒揭發李永達與女助手的婚外情，披露李氏與妻子陳樹英離婚後，1994年與助理陸鳳萍結婚。
1999年，與前妻陳樹英復合，兩人更在李永達未辦妥離婚手續前共賦同居。

## 外部連結
- 香港立法會：李永達議員

| 前任： 何冬青 | 葵青區議會主席 1988年 - 1991年            | 繼任： 梁廣昌 |
| 首任          | 香港民主民生協進會副主席 1986年 - 1991年  | 繼任： 梁廣昌 |
| 前任： 楊森   | 民主黨主席 2004年 - 2006年                | 繼任： 何俊仁 |
| 前任： 林卓廷 | 民主黨副主席 2021年 - 2022年              | 繼任： 空缺   |
| 前任： 司徒榮 | 葵青區議會 石籬選區區議員 1985年 - 1994年 | 繼任： 陳崖   |
| 首任          | 區域市政局 東葵涌選區議員 1986年 - 1994年 | 繼任： 周奕希 |
| 前任： 單仲偕 | 葵青區議會 荔華選區區議員 2004年 - 2011年 | 繼任： 朱麗玲 |